# Martynas Mažvydas
Martynas Mažvydas (1510 poblíž Žemaičių Naumiestis – 21. května 1563 Královec) byl autor a editor první litevsky psané tištěné knihy.
Různé varianty autorova jména: Martinus Masvidius, Martinus Maszwidas, M. Mossuids Waytkūnas, Mastwidas, Mažvydas, Mosvidius, Maswidsche, Mossvid Vaitkuna.

## Život
Spojován je s počátky litevské literatury. Své mládí strávil ve Vilniusu, kde spolupracoval s ostatními průkopníky litevské literatury, například s Abraomasem Kulvietisem, Jurgisem Zablockisem, a zřejmě také se Stanislovasem Rapolionisem. Mažvydas později publikoval i některá z jejich děl.
Pro příklon k protestantismu byl Mažvydas v katolické Litvě perzekvován, proto přijal pozvání pruského vévody Alberta a odešel do Královce (dnešní Kaliningrad).
Za dob svých studií v roce 1547 sestavil a vydal první litevsky psanou tištěnou knihu s názvem Catechismusa Prasty Szadei. Kniha byla psána převážně žemaitským dialektem s aukštaitskými prvky. Kniha byla vydána v Královci. Z přibližně dvou set výtisků se dochovaly pouze dva.
V roce 1549 se stal knězem v Ragnitu (dnešním Němanu). V témže roce vydal Píseň sv. Ambrože s věnováním psaným v litevštině.